# Attalea crassispatha
Attalea crassispatha là loài thực vật có hoa thuộc họ Arecaceae. Loài này được (Mart.) Burret mô tả khoa học đầu tiên năm 1929.